# Second Flight
Second Flight is het tweede muziekalbum van de Schotse band Pilot.
Het album staat net als het eerste album From the Album with the Same Name vol met poppy songs, waaronder de hit January. Parsons produceert het album, maar zijn inbreng in het geluid is gering; hij is lang niet zo aanwezig als op het latere album Two’s a Crowd.
De cd uitgave blinkt uit door het weglaten van informatie over dit album. C-Five Records is gevestigd in Frankrijk en daarmee moeten we het doen; het album ziet eruit als een bootleg.

## Musici
Pilot bestond toen uit de volgende musici, die dus niet op de cd-versie genoemd worden:
- David Paton – basgitaar, zang
- Ian Bairnson – gitaar, zang
- William Lyall – toetsen
- Stuart Tosh – slagwerk

## Composities
1. You’re my nr. 1 (DP)
2. Love is (DP)
3. Call me round (DP/IB)
4. 55 North 3 West (WL /IB)
5. To you alone (DP)
6. Do me good (WL)
7. Heard it all before (DP)
8. Bad to me (IB/DP)
9. You’re devotion (WL)
10. January (DP)
11. Passion piece (WL)
12. Dear artist (WL)